# Église du Sacré-Cœur de Mouscron
Pour les articles homonymes, voir Église du Sacré-Cœur.
 (février 2023).
Cette église du Sacré-Cœur est un édifice religieux de la ville de Mouscron, dans le Hainaut. Faute de moyens, elle est mise en vente en juin 2018 par les Pères Barnabites et rachetée par la ville en mai 2019. Elle doit encore être désacralisée.

## Histoire
En 1887, les Pères Barnabites s'installent à Mouscron. Ils fondent un monastère avec une chapelle dédiée au Sacré-Cœur. Il y avait aussi un noviciat et une guérite. En 1901, un incendie fait rage, notamment au noviciat, après quoi la reconstruction suit. La chapelle du couvent a été élevée au rang d'église paroissiale en 1961. En juin 2018, les pères barnabites décident de mettre en vente le bâtiment faute de moyens suffisant pour assurer son entretien. L'évêché a marqué son accord et l'offre de vente a été placée. La ville de Mouscron a rapidement marqué son intérêt. En mai 2019, le conseil communal approuve le rachat du bâtiment. Le projet prévoit d'effectuer des rénovations en vue de le transformer en espace culturel et espace d'exposition. Elle doit encore être désacralisée. 

## Bâtiment

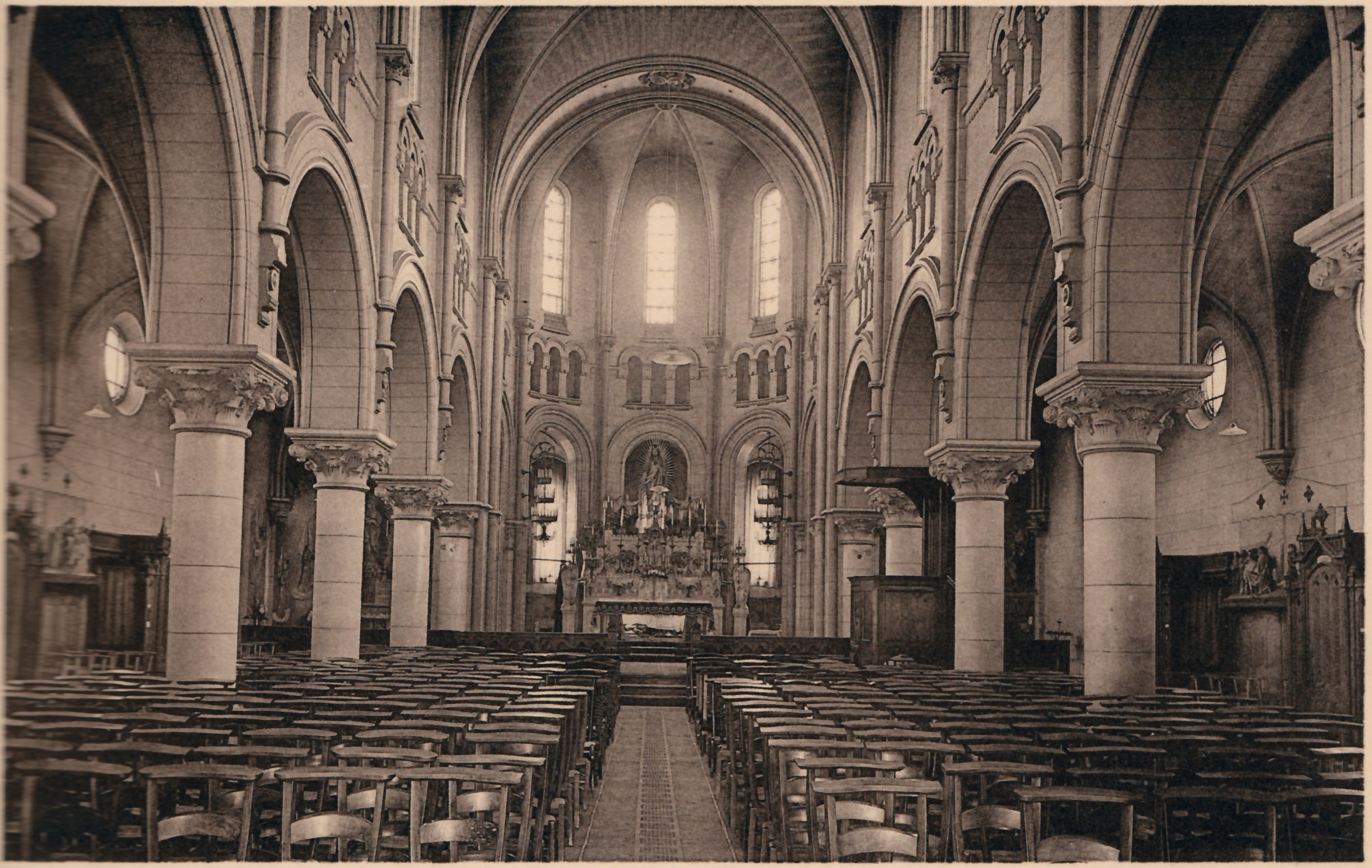
Intérieur de l'église en 1937.

Le style du complexe est éclectique. La façade de la conciergerie est de style néo-roman. Les intérieurs sont de style néogothique et d'autres éléments sont néo-byzantins.
La façade est flanquée de deux tourelles rondes d'angle. Le complexe du monastère est séparé de la rue par un mur, mais est accessible par une allée de tilleuls. Le couvent a été transformé en école et en bureaux. L'ensemble monastique comprend également un clocher de plan carré.
La nef est flanquée de bas-côtés de cinq travées prolongés en déambulatoire autour du chœur en abside. Les voûtes néogothiques rejoignent des arcs qui posent sur des colonnes à chapiteau feuillus.